# ایو آرنولد
ایو آرنلد (به انگلیسی: Eve Arnold) ‏ (۲۱ آوریل ۱۹۱۲ - ۴ ژانویه ۲۰۱۲) یکی از برجسته‌ترین عکاسان خبری جهان بود.

## زندگی‌نامه
تحصیلات عکاسی را در سال ۱۹۴۸ در نیویورک به پایان رساند و اولین زنی بود که با آژانس عکاسی مگنوم همکاری کرد در سال ۱۹۵۱ به عضویت آن در آمد.
او در فیلادلفیا پنسیلوانیا از خانواده‌ای مهاجر روس- یهودی تبار متولد شد. علاقه او به عکاسی ازسال ۱۹۴۶ زمانی که در کارگاه ظهور و چاپ عکس که در آن مشغول به کار بود آغاز شد و بعدها به مقام سرپرستی آن رسید.
علت شهرت او بیشتر مدیون عکس‌هایی است که او از افراد مشهوری چون مرلین مونرو، الیزابت دوم ، مالکوم ایکس و جوآن کراوفورد گرفته‌است اویو آرنولد همچنین به دور دنیا سفر کرده و عکس‌هایی با عنوان چین، روسیه ، آفریقای جنوبی و افغانستان از خود به یادگار گذاشته است.
اولین نمایشگاه عکس‌هایش از چین در سال ۱۹۸۰ در موزه بروکلین در نیویورک برگزار شد .در همان سال موفق به دریافت جایزه‌ای بخاطر مجموعه کارهایش از مجله انجمن عکاسان آمریکا شد. در سال ۱۹۹۵ عضو افتخاری انجمن سلطنتی عکاسی شد. او همچنین مجموعه‌ای از پرتره همسران رئیس‌جمهورهای آمریکا تهیه کرد.
آرنولد از سال ۱۹۶۰ آمریکا را ترک و مقیم انگلستان شد. در همان کشور مشغول بکار شد و عکاسی رنگی را در عکس‌هایش آغاز کرد.
او از منقدان سرسخت مک کارتیسم، آپارتاید و فقر بود.